# Escut de Juià
L'escut oficial de Juià té el següent blasonament:
Escut caironat: d'atzur, un castell d'or tancat de gules, ressaltant sobre les claus de sant Pere passades en sautor, amb les dents a dalt i mirant cap enfora, la d'or en banda i la d'argent en barra, i sobremuntat d'una mitra amb les ínfules d'argent embellida d'or; el peu d'or, quatre pals de gules. Per timbre, una corona de poble.

## Història
Va ser aprovat el 22 de maig de 2019 i publicat al DOGC el 28 de maig del mateix any amb el número 7884.
El castell, l'element principal de l'escut, representa l'anomenat castrum Julianum, considerat l'origen del poble. Les claus i la mitra són l'atribut del patró local, sant Pere, i el senyal dels quatre pals indica que el poble havia estat sota la jurisdicció reial.